# Uddheden
Uddheden is een plaats in de gemeente Sunne in het landschap Värmland en de provincie Värmlands län in Zweden. De plaats heeft 301 inwoners (2005) en een oppervlakte van 75 hectare.